# Believe (Cher)
Believe je dvadeset i drugi album pjevačice Cher, koji je 1998. godine izdala izdavačka kuća Warner Bros. Records. Album je uslijedio nakon neuspješnog albuma "It's a Man's World" iz 1995. godine. Posvećen je njenom bivšem suprugu Sonnyju, koji je te godine poginuo u skijaškoj nesreći. Godine 1999. album je osvojio tri Grammyja te nagradu za Ploču godine. Također je bio prvi na osam top-ljestvica širom svijeta, a dosegao je visoko četvrto mjesto na ljestvici Billboardovih vrućih 100.

## Informacije o albumu
Nakon neuspjeha prethodnog albuma It' a Man's World izdavačka kuća Warner Bros. Records nagovara Cher da snimi dance album. Započinje sa snimanjem u ljeto 1998. godine u Londonu surađujući s producentima Mark Taylorom i Brian Rawlingom koji je prije radio za Rob Dickinsa; dodatni producenti su bili Todd Terry ("Taxi Taxi") i Junior Vasquez (koji je prvotno radio na pjesmi "Dov'è L'Amore" ali kad je svoju verziju poslao u New York bila je odbijena od strane Dickinsa koji produkciju prepušta Tayloru i Rawlingu). Cher surađuje s dugogodišnjom suradnicom Diane Warren (koja potpisuje "Takin' Back My Heart") a obradila je dvije pjesme, "The Power" pjevačice Amy Grant te "Love Is The Groove". Na albumu je uvršten i remiks singlice iz 1988. godine "We All Sleep Alone" skinutog s albuma Cher (album iz 1987.).
Singl Believe su prvotno napisali samo Brian Higgins, Matt Gray, Stuart McLennen i Tim Powell te je cirkulirao u studijima Warner Bros. Records mjesecima kao neželjena demosnimka. Tijekom ranih faza snimanja Cher je snimila obradu pjesme Love Is in the Air koju je u acapella verziji predstavila u emisiji The Magic Hour 1997. godine. Pjesmu je miksao i producirao Junior Vasquez ali se nije pojavila na finalnom popisu pjesama te ju je danas moguće naći na mrežama za dijeljenje datoteka. 
Album predstavlja novi glazbe i pristup za Cher s uporabom auto-tunea što je najviše prisutno na naslovnoj pjesmi. Na album je djelovala Sonnyeva skijaška nesreća ranije iste godine. Album je posvećen njemu.
Popis pjesama:
1. Believe (Taylor, Rawling) 3.59
2. The Power (Vasquez) 3:56
3. Runaway (Taylor, Rawling) 4:46
4. All Or Nothing (Taylor, Rawling) 3:57
5. Strong Enough (Taylor, Rawling) 3.44
6. Dov'è l'amore (Taylor, Rawling) 4:18
7. Takin' Back My Heart (Taylor, Rawling) 4:32
8. Taxi Taxi (Terry) 5:04
9. Love Is The Groove (Terry)
10. We All Sleep Alone (Todd Terry remix) 5:10

## Produkcija
- glavni vokal: Cher
- prateći vokali: Tracie Ackerman, Ada Dyer, Sylvia Mason James, Barry Paul, Audrey Wheeler, James Williams
- klavir, klavijature: Chris Anderson, Johan Brunkvist, Matthias Heilbronn, Tom Salta, Mark Taylor
- gitare: Marlon Graves, Eddie Martinez, Mark Taylor
- bass gitara: Winston Blissett